# Пірі (місячний кратер)
Пірі (лат. Peary) — великий давній кратер, найближчий великий кратер до північного полюса Місяця (полюс знаходиться на його валу). На такій широті чаша кратера одержує мало сонячного світла, а південна частина кратера постійно залишається в тіні. З Землі кратер видно поблизу північного лімбу Місяця. Носить ім'я американського дослідника Арктики Роберта Пірі. Ця назва була затверджена Міжнародним астрономічним союзом в 1964. Утворення кратера припадає на донектарський період.

## Опис кратера

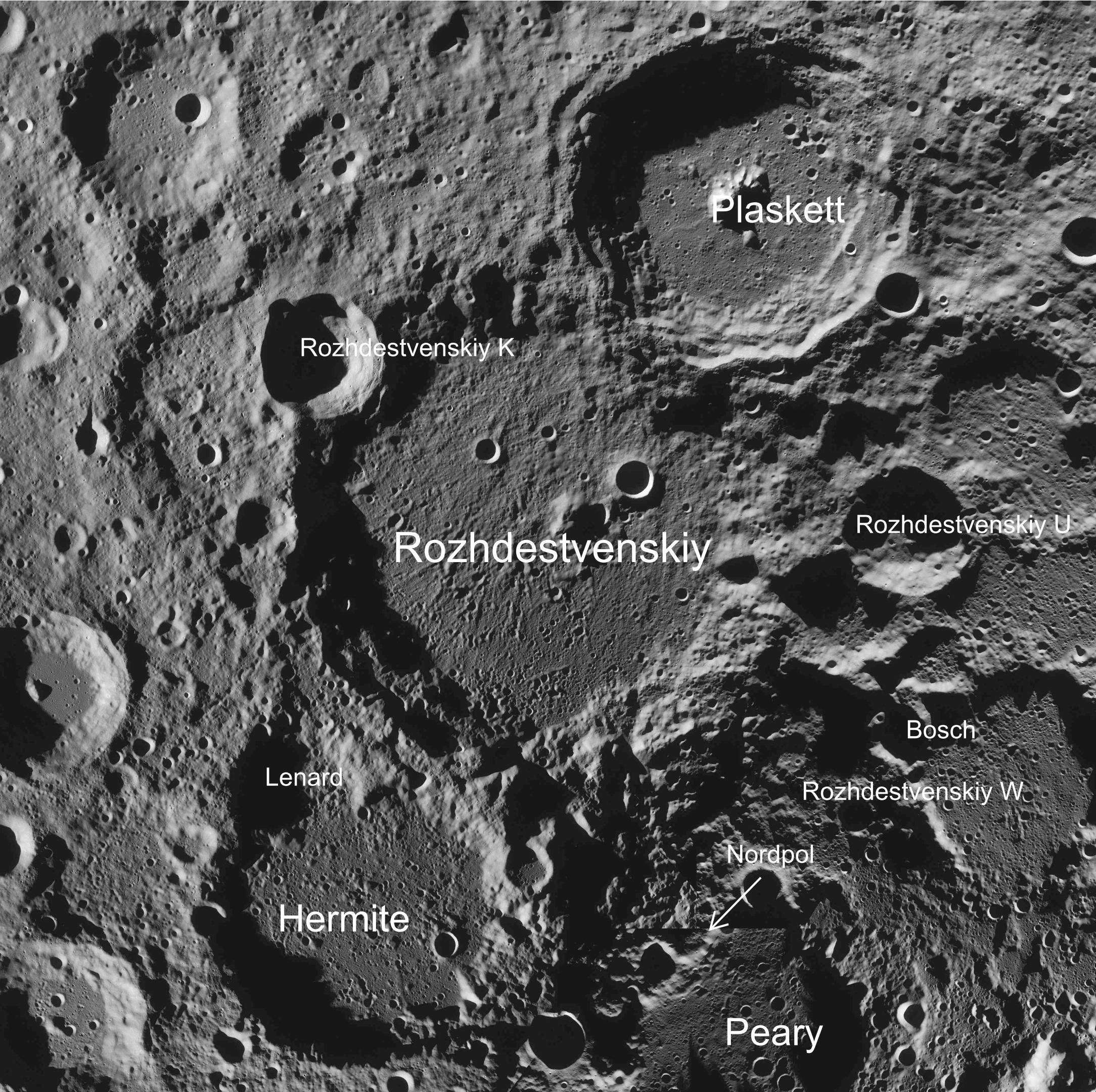
Околиці кратера Пірі. Знімок зонда Lunar Reconnaissance Orbiter.

На південному заході кратер Пірі зливається з трохи меншим кратером Флорі. На півдні його вал межує з валом більшого кратера Берд, значно зруйнованого та заповненого застиглою лавою. На північний захід, близько чверті шляху навколо місячного полюса, розташований великий кратер Ерміт. По інший бік від місячного полюса (за 90 км) лежить ще більший кратер Рождественський. На краю кратера Пірі лежить кілька невеликих кратерів: Віппл на північному сході, Гіншелвуд на північному заході та Ерлангер на півдні. Селенографічні координати центру кратера 88°38′ пн. ш. 24°24′ сх. д. / 88.63° пн. ш. 24.4° сх. д., діаметр 78,8 км, глибина 2800 м.
Кратер майже круглий, з опуклістю на північно-східному краю. По периметру кратера розташоване кільце зруйнованих зубчастих гір, що відкидають довгі тіні на його дно. Дно чаші кратера відносно плоске, але містить багато маленьких кратерів, особливо у південній частині. Південна третина кратера постійно перебуває в тіні, і визначити її рельєф можна лише з допомогою локації (наприклад, лазерної).
До отримання власного найменування в 1964 році кратер мав позначення Джоя B (у системі позначень сателітних кратерів).
У 2004 році наукова група під керівництвом Бена Бассі з Університету Джонса Гопкінса, використовуючи зонд «Клементина», встановила, що чотири гірські райони на краю кратера Пірі залишаються освітленими протягом усього місячного дня. Ці безіменні піки вічного світла можливі через дуже малий нахил місячної осі, який також призводить до постійної тіні на дні багатьох полярних кратерів. Подібні регіони вічного світла відсутні поблизу менш гористого південного полюса Місяця. Знімки зонда «Клементина» були зроблені під час літнього сезону в північній півкулі Місяця, і невідомо, чи освітлені ці чотири вершини взимку.
Північний край кратера Пірі вважається можливим місцем для майбутньої місячної бази через постійне сонячне освітлення, яке забезпечить як відносно стабільну температуру, так і безперебійне постачання сонячної електростанції. Крім того, поруч знаходяться постійно затінені області, які можуть містити замерзлу воду.